# Noctua caroni
Noctua caroni là một loài bướm đêm trong họ Noctuidae.